# أسامي تشيبا
أسامي تشيبا (باليابانية: 千葉 麻美) المعروفة باسم تانو (باليابانية: 千葉麻美) (من مواليد 25 سبتمبر 1985) هي عداءة من اليابان.
شاركت في دورة الألعاب الآسيوية 2006 في الدوحة، قطر.

## روابط خارجية
- أسامي تشيبا على موقع الاتحاد الدولي لألعاب القوى (الإنجليزية)
- أسامي تشيبا على موقع الرابطة اليابانية لاتحادات ألعاب القوى (اليابانية)
- أسامي تشيبا على موقع اللجنة الأولمبية الدولية (الإنجليزية)
- أسامي تشيبا على موقع أوليمبيديا (الإنجليزية)